# Diego Josef
Diego Josef es un actor y productor estadounidense, conocido por sus papeles en Goliath, La balada de Lefty Brown y Generation.

## Biografía
Diego nació el 17 de mayo de 2000 en Burbank, California.

## Filmografía
| Año  | Título                            | Papel            | Notas               |
| ---- | --------------------------------- | ---------------- | ------------------- |
| 2013 | Our Zombie Mother                 | Vecino           | 1 episodio          |
| 2013 | Al Lado del Enemigo               | Adam             | Voz (sin acreditar) |
| 2013 | Deadtime Stories                  | Peter Newman     | 1 episodio          |
| 2014 | Ugly Benny                        | Alex             |                     |
| 2016 | Girl Flu                          | Carlos           |                     |
| 2016 | Message from the King             | Armand           |                     |
| 2017 | The Ballad of Lefty Brown         | Jeremiah Perkins |                     |
| 2018 | Goliath                           | Julio Suárez     | 8 episodios         |
| 2019 | Breckman Rodeo                    |                  |                     |
| 2019 | Hope                              | Cole             | Cortometraje        |
| 2020 | Tiger Within                      | Tony             |                     |
| 2021 | Generation                        | Cooper           | 4 episodios         |
| 2021 | There's Someone Inside Your House | Rodrigo          | [ 2 ]               |

### En producción
| Año  | Título            | Notas                          |
| ---- | ----------------- | ------------------------------ |
| 2013 | Our Zombie Mother | 1 episodio; Productor asociado |

### Programas de telerrealidad
| Año  | Título   | Notas       |
| ---- | -------- | ----------- |
| 2013 | OZM Newz | Presentador |